# Kerron Johnson
Pour les articles homonymes, voir Johnson.
Kerron Tyre Johnson, Jr., né le 14 décembre 1990 à Huntsville en Alabama, est un joueur américain de basket-ball. Il évolue au poste de meneur.

## Carrière
Le 12 août 2013, Johnson signe un contrat en Nouvelle-Zélande chez les New Zealand Breakers en NBL. Le 3 avril 2014, il est libéré par les Breakers à la fin de la saison 2013-2014. En 28 matches avec les Breakers, il a des moyennes de 12,6 points, 2,8 rebonds, 4,3 passes décisives et 1,2 interception par match.
Le 19 septembre 2014, il signe en Allemagne au MHP Riesen Ludwigsburg pour la saison 2014-15. En 34 matches avec Ludwigsburg, il a des moyennes de 14,2 points, 2,7 rebonds, 3,8 passes décisives et 1,1 interception par match.
Le 24 juillet 2015, Johnson signe en France au Rouen Métropole Basket en Pro A.
Le 27 décembre 2015, après un passage mitigé, il quitte le club normand pour rejoindre à nouveau Ludwigsburg.
Au mois de juillet 2020, il s'engage pour une saison avec Ienisseï Krasnoïarsk qui évolue en VTB United League.

## Vie privée
Johnson est le fils de Kerry et Natalie Johnson, et a trois frères et sœurs : Kalonda, Nyla et Kerryon.

## Statistiques

### Universitaires
Les statistiques de Kerron Johnson en matchs universitaires sont les suivantes :
| Année     | Équipe  | Matches | Titul. | Min./m. | %tir | %3pts | %l-f | rbds/m. | pass/m. | int/m. | ctr/m. | pts/m. |
| --------- | ------- | ------- | ------ | ------- | ---- | ----- | ---- | ------- | ------- | ------ | ------ | ------ |
| 2009-2010 | Belmont | 30      | 23     | 20,1    | 40,2 | 27,3  | 65,5 | 2,13    | 2,80    | 1,03   | 0,10   | 6,10   |
| 2010-2011 | Belmont | 35      | 1      | 18,2    | 50,3 | 42,9  | 75,3 | 1,46    | 2,71    | 1,97   | 0,03   | 7,89   |
| 2011-2012 | Belmont | 34      | 32     | 28,6    | 52,0 | 31,2  | 76,6 | 3,12    | 5,21    | 1,41   | 0,03   | 13,76  |
| 2012-2013 | Belmont | 33      | 33     | 30,0    | 45,8 | 28,6  | 77,7 | 3,15    | 4,79    | 1,73   | 0,03   | 13,97  |
| Total     | Total   | 134     | 89     | 24,0    | 47,8 | 32,1  | 74,8 | 2,43    | 3,84    | 1,53   | 0,04   | 10,36  |

### Professionnels
| Année     | Équipe                 | Matches | Titul. | Min./m. | %tir | %3pts | %l-f | rbds/m. | pass/m. | int/m. | ctr/m. | pts/m. |
| --------- | ---------------------- | ------- | ------ | ------- | ---- | ----- | ---- | ------- | ------- | ------ | ------ | ------ |
| 2013-2014 | New Zealand Breakers   | 28      | 26     | 27,6    | 50,0 | 31,1  | 59,8 | 2,82    | 4,25    | 1,21   | 0,11   | 12,61  |
| 2014-2015 | MHP Riesen Ludwigsburg | 35      | 35     | 32,4    | 45,0 | 33,0  | 78,8 | 2,66    | 3,74    | 1,06   | 0,06   | 14,17  |
| 2015      | Rouen Métropole Basket | 15      | 9      | 23,8    | 43,3 | 30,6  | 65,8 | 2,07    | 3,07    | 0,80   | 0,00   | 7,6    |